# Manhattan (film)
Manhattan je ameriški romantično komični film iz leta 1979, ki ga je režiral Woody Allen, produciral pa Charles H. Joffe. Scenarij sta napisala Marshall Brickman in Allen, ki tudi igra 42-letnega dvakrat ločenega komičnega pisca, ki hodi s 17-letnim dekletom (Mariel Hemingway) in se zaljubi v ljubico (Diane Keaton) svojega najboljšega prijatelja (Michael Murphy). V glavnih vlogah nastopata še Meryl Streep in Anne Byrne.
Film je posnet v črno-beli in širokozaslonski tehniki. Glasbo je napisal George Gershwin, tudi pesem Rhapsody in Blue, ki je bila navdih za film. Allen je film označil za kombinacijo svojih filmov Annie Hall in Notranjosti.
Med kritiki je bil film dobro sprejet in je bil nominiral za oskarja za najboljšo stranko igralko (Hemingway) in najboljši scenarij (Allen in Brickman). Prejel je tudi nagradi BAFTA za najboljši film in César za najboljši tuji film. V Severni Ameriki je prinesel dohodek 39,9 milijona $, s čimer je drugi najdonosnejši Allenov film. Velja za enega najboljših njegovih filmov. Uvrstil se je na 46. mesto lestvice AFI's 100 Years...100 Laughs in 63. mesto Bravove lestvice stotih najbolj smešnih filmov. Leta 2001 ga je ameriška Kongresna knjižnica izbrala za ohranitev v okviru Narodnega filmskega registra zaradi njegove »kulturne, zgodovinske ali estetske vrednosti«.

## Vloge
- Woody Allen kot Isaac Davis
- Diane Keaton kot Mary Wilkie
- Michael Murphy kot Yale Pollack
- Mariel Hemingway kot Tracy
- Meryl Streep kot Jill Davis
- Anne Byrne kot Emily Pollack
- Michael O'Donoghue kot Dennis
- Wallace Shawn kot Jeremiah
- Karen Ludwig kot Connie
- Charles Levin, Karen Allen in David Rasche kot televizijski igralci
- Mark Linn-Baker in Frances Conroy kot shakespearijanska igralca